# Inibidor da protease
Os inibidores da protease são uma classe de fármacos antirretrovirais, usados na terapia combinada para o tratamento da infecção pelo vírus HIV.